# Hiroshi Aoyama
Hiroshi Aoyama 青山 博一 (Ichihara, 25 de outubro de 1981) é um motociclista japonês, que disputou a MotoGP.

## Carreira
Começou a disputar nas 250cc desde 2000. Competiu na classe rainha do MotoGP, onde correu com o número 7 na equipa San Carlo Honda Gresini Team.
Hiroshi foi campeão das 250cc em 2009. Ele é o irmão mais velho do também motocicilsta Shuhei Aoyama.